# Veliki dodeciikozaeder
| Veliki dodeciikozaeder                   | Veliki dodeciikozaeder                                 |
| ---------------------------------------- | ------------------------------------------------------ |
|                                          |                                                        |
| Vrsta                                    | uniformni zvezdni polieder                             |
| Elementi                                 | F = 32, E = 120, V =60 ({\displaystyle \chi \,} = -28) |
| Stranske ploskve po stranicah            | 20{6}+12{10/3}                                         |
| Wythoffovi simboli                       | 3 5/3 (3/2 5/2) \|                                     |
| Simetrijska grupa\|\|Ih, [5,3], *532     |                                                        |
| Bowerjeva okrajšava                      | Giddy                                                  |
| Sklici                                   | U63, C79, W101                                         |
| veliki dodeciikozakron (dualni polieder) | (6.10/3.6/5.10/7) slika oglišč                         |

Veliki dodeciikozaeder je nekonveksni uniformni polieder z oznako (indeksom) U63. Njegova slika oglišč je križni štirikotnik. 
Ima sestavljen Wythoffov simbol 3 5/3 (3/2 5/2) |, ki zateva dva različna Schwarzeva trikotnika, ki ga ustvarjata (3 5/3 3/2) in (3 5/3 5/2). Pri tem (3 5/3 3/2 | predstavlja veliki dodeciikozaeder z dodatnimi 12 {10/2} petkotniki ter 3 5/3 5/2 | predstavlja dodatne 20 {6/2} trikotnike. 
Njegova slika oglišč 6.10/3.6/5.10/7 je tudi dvoumna, ker predstavljajo stranske ploskve, ki tečejo ob vsakem oglišču, v smeri gibanja urinega kazalca in v obratni smeri.

## Sorodni poliedri
Ima enako razvrstitev oglišč kot prisekan dodekaeder. Razen tega ima enako razvrstitev robov kot veliki ikozidodekaeder, ki ima skupne šestkotne stranske ploskve  in veliki ditrigonalni dodeciikozaeder, ki pa ima skupne dekagramske stranske ploskve.   
| prisekan dodekaeder | veliki ikozikozidodekaeder | veliki ditrigonalni dodeciikozidodekaeder | veliki dodeciikozaeder |